# Съезд Советов СССР
Съезд Советов СССР (Всесоюзный съезд Советов) — высший орган государственной власти СССР с момента образования Союза до принятия всесоюзной конституции 1936 года.
В последние годы существования СССР была создана система Съездов народных депутатов, которая имела существенные отличия, например, избрание по квотам от общественных организаций, территориальных округов и национально-территориальных округов.

## Порядок формирования
Составлялся из представителей Советов всех советских республик по нормам: от городских Советов — 1 депутат от 25 тыс. избирателей; от губернских (областных, краевых) и республиканских съездов Советов — 1 депутат от 125 тыс. жителей. Делегаты на Всесоюзный съезд Советов избирались на губернских (областных, краевых) автономных республиканских съездах Советов, а в  республиках, не имевших губернских (а затем областных, краевых) объединений, — непосредственно на съезде Советов республики.

## Полномочия
К исключительному ведению Всесоюзного съезда Советов относилось:
- внесение изменений в основные начала Конституции СССР,
- приём новых республик в состав СССР,
- установление основ перспективных планов развития народного хозяйства СССР и Государственного бюджета СССР, а также общих начал текущего законодательства.

Съезд Советов определял общее направление деятельности всех государственных органов, формировал Центральный исполнительный комитет СССР, ответственный перед ним и ему подотчётный.
Председателем всех восьми Всесоюзных съездов Советов был Михаил Калинин.

## Всесоюзные съезды Советов
| №                             | Дата                       | Место проведения | Основные решения/события |
| ----------------------------- | -------------------------- | ---------------- | --- |
| I Всесоюзный съезд Советов    | 30 декабря 1922            | Москва           | 30 декабря 1922 года утвердил Декларацию и Договор об образовании нового государства — Союза Советских Социалистических Республик. В СССР объединились 4 государства: Российская СФСР, Украинская ССР, Белорусская ССР, Закавказская СФСР. |
| II Всесоюзный съезд Советов   | 26 января — 2 февраля 1924 | Москва           | 26 января 1924 Съезд удовлетворил просьбу Петросовета и переименовал своим Постановлением Петроград в Ленинград. Город был назван в честь В. И. Ленина, организатора и участника Великой Октябрьской социалистической революции, основателя Советского государства. 31 января 1924 года утвердил текст первой союзной Конституции. Проект данной конституции был разработан конституционной комиссией, созванной ЦИК СССР, а в последующем одобрен на пленуме ЦК РКП(б) в июне 1923 года, 6 июля 1923 года (признанный «днём праздничным на всей территории СССР») ЦИК СССР постановил утвердить проект и немедленно ввести конституцию в действие, но и предусматривал внести принятый текст на утверждение II Съезда Советов. (Отсюда она носит название Конституция СССР 1924 года, хотя вступила в силу в 1923 году) |
| III Всесоюзный съезд Советов  | 13 — 20 мая 1925           | Москва           | Порядок дня: о вхождении в состав СССР Туркменской ССР и Узбекской ССР, отчёт правительства СССР, положение промышленности, мероприятия по укреплению Красной Армии и другого. Съезд разработал конкретные мероприятия в области внешней и внутренней политики, по улучшению работы Советов, дальнейшему поднятию промышленности, сельского хозяйства, одобрил проводимую реформу вооружённых сил. |
| IV Всесоюзный съезд Советов   | 18 — 26 апреля 1927        | Москва           | Порядок дня съезда: отчёт правительства о состоянии и перспективах промышленности, основные задачи сельского хозяйства в связи с индустриализацией страны, состояние Красной Армии и другие. Съезд принял ряд важных решений, обязав правительство выработать пятилетний план развития народного хозяйства. |
| V Всесоюзный съезд Советов    | 20 — 28 мая 1929           | Москва           | Съезд заслушал и обсудил отчёт о работе СНК СССР и полностью одобрил политику правительства. Съезд принял первый пятилетний план развития народного хозяйства, наметил пути подъёма сельского хозяйства и кооперативного строительства в деревне. Избран новый состав ЦИК СССР |
| VI Всесоюзный съезд Советов   | 8 — 17 марта 1931          | Москва           | Порядок работы съезда: доклад правительства о совхозном и колхозном строительстве, вопросы Конституции СССР и др. Съезд одобрил политику правительства, наметил мероприятия по дальнейшему развитию промышленности и сельского хозяйства. Было конституционно оформлено образование Таджикской ССР и вхождение её в состав СССР. |
| VII Всесоюзный съезд Советов  | 28 января — 6 февраля 1935 | Москва           | Съезд одобрил внешнюю и внутреннюю политику правительства. Принял постановление об укреплении и развитии животноводства. В связи с изменившимся соотношением классовых сил и победой социалистической системы признал необходимым внести изменения в Конституцию СССР в сторону её дальнейшей демократизации. |
| VIII Всесоюзный съезд Советов | 25 ноября — 5 декабря 1936 | Москва           | Чрезвычайный 8-й съезд Советов утвердил Конституцию СССР 1936 года, согласно которой высшим органом государственной власти СССР является Верховный Совет СССР. Молотов 29 ноября 1936 года на VIII Всесоюзном съезде Советов: «У нас нет других чувств к великому германскому народу, кроме чувства дружбы и истинного уважения, но господ фашистов лучше бы всего отнести к такой нации, „нации“ „высшего порядка“, которая именуется „нацией“ современных каннибалов-людоедов». |